# Kodiak Airport

i7
i11
i13
Der Kodiak Airport (IATA-Code: ADQ, ICAO-Code: PADQ)  ist sowohl ein ziviler als auch militärischer Flughafen, der 7 km südwestlich der Stadt Kodiak auf Kodiak Island im US-Bundesstaat Alaska liegt. Ebenso befindet sich dort eine Station der United States Coast Guard.
Im Jahr 2024 verzeichnete der Flughafen 86.579 Passagiere.

## Geschichte
Der Flughafen befindet sich an der Stelle der früheren Naval Air Station Kodiak, die 1941 eingerichtet wurde. Im Jahr 1950 wurde die NAS Kodiak geschlossen, mit Ausnahme der Einrichtungen der Küstenwache.
Im Jahr 1947 wurde eine Abteilung der Küstenwache in Kodiak stationiert. Im Jahr 1964 wurde die Coast Guard Air Station Kodiak installiert. Im Jahr 1971 übergab die United States Navy den Flughafen an den Bundesstaat Alaska.

## Infrastruktur und Flugzeuge
Der Flughafen Kodiak besitzt drei asphaltierte Pisten :
- 08/26: 2296 × 46 Meter
- 11/29: 1646 × 46 Meter
- 07/19: 1527 × 46 Meter

2023 verzeichnete der Flughafen 25.262 Flugbewegungen, durchschnittlich 69 pro Tag: 9,7 % Lufttaxi, 6,2 % gewerblich, 42 % General Aviation (Allgemeine Luftfahrt), 16,4 % militärisch und 25,8 % waren rein lokale Flugbewegungen (davon 86,6 % militärisch).

## Zwischenfälle
- Am 11. Januar 1950 überrollte eine Douglas DC-4/C-54G-5-DO der United States Air Force (USAF) (Luftfahrzeugkennzeichen 45-0570) bei der Landung auf der Kodiak Air Force Base das Landebahnende und kam im Wasser des Paul's Harbor zum Stillstand. Alle 28 Insassen, Besatzungsmitglieder und Passagiere, überlebten den Unfall. Das Flugzeug wurde zerstört.[5]

- Am 10. Januar 1963 wurde eine Lockheed P-2H Neptune der United States Navy (US Navy) (Bu 135559) im Anflug auf die Kodiak Naval Air Station gegen einen Hang geflogen. Bei diesem CFIT (Controlled flight into terrain) wurden 7 der 12 Insassen getötet. Das Flugzeug wurde zerstört.[6]

- Am 15. März 2010 verunglückte eine Britten-Norman BN-2A-21 Islander der US-amerikanischen Servant Air (N663SA) beim Start vom Flugplatz Kodiak. Das Flugzeug startete von der Startbahn 25 in Kodiak zu einem Inlandsflug zum Flugplatz Old Harbor. Sie berührte die Baumkronen hinter dem Ende der Startbahn und kam mit der Nase nach unten in einem Baumbestand zum Stillstand, wobei die Äste das Flugzeug in senkrechter Position stützten. Das Flugzeug wurde irreparabel beschädigt. Alle drei Insassen überlebten den Unfall, wurden jedoch verletzt.[7]

## Fluggesellschaften und Flugziele
| Fluggesellschaft   | Flugziele                                                    |
| ------------------ | ------------------------------------------------------------ |
| Alaska Airlines    | Anchorage                                                    |
| Island Air Service | Akhiok, Karluk, Larsen Bay, Old Harbor, Ouzinkie, Port Lions |